# Malpelo
Malpelo Island (på spansk: Isla de Malpelo) er en ø beliggende 506 km ud for den colombianske kyst i Stillehavet. Øen er 0,35 km² stor og er ubeboet på nær en lille garnison, der tilhører den colombianske hær. Besøg på øen kræver en officiel tilladelse.
Øen består af en bar klippe med tre høje toppe. Øen er omgivet af en række små klipper som stikker op af vandet. 
Malpelo Nature Reserve er et flora og fauna reservat på 350 ha og et marint område omkring øen på 857 150 ha. Her forefindes bl.a. store mængder hammerhajer. I 2006 kom Malpelo på UNESCOs verdensarvsliste.
3°58′04″N 81°35′48″V / 3.96778°N 81.59667°V